# Caterina Gonzaga di Montevecchio
Caterina Gonzaga di Montevecchio (Mantova, 1476 – 1525 circa) è stata una contessa vissuta nel Rinascimento.

## Biografia
Fu la figlia naturale di Rodolfo Gonzaga, capostipite del ramo cadetto dei Gonzaga di Castel Goffredo, Castiglione e Solferino, a sua volta figlio del marchese di Mantova Ludovico II Gonzaga e di Barbara di Brandeburgo.
Bellissima, sposò nel 1490 il conte Ottaviano Gabrielli di Montevecchio (?-1510) e fu molto amica di Lucrezia Borgia, figlia di papa Alessandro VI, raccogliendo di quest'ultima le confidenze più intime per molti anni.
A proposito della sua eccezionale avvenenza fisica (ricordata anche da Maria Bellonci), Giacomo Dragoni, in una lettera al cardinale Cesare Borgia, scritta da San Lorenzo l'11 luglio 1494, riferiva che, in una competizione tenutasi a Pesaro qualche giorno prima, la bellezza di Caterina Gonzaga era risultata vincitrice persino su quella di Giulia Farnese. Il Dragoni la descrive con il viso regolare, i capelli biondi, gli occhi azzurri, la pelle candida; caratteristiche più apprezzate dai nobili pesaresi rispetto ai tratti mediterranei della bella Farnese.
In passato era stata avanzata la sua identificazione con quella Caterina Gonzaga che fu amante di Ferrandino d'Aragona e Piero il Fatuo, oggi identificata con la cugina Caterina Gonzaga di Novellara, figlia di Giorgio e di Alda Torelli dei conti di Guastalla, in seguito sposa di Girolamo Lion.

## Discendenza
Caterina e Ottaviano non ebbero eredi maschi. Alla sua morte (1510), Ottaviano lasciò il feudo di San Lorenzo a Francesco Maria I della Rovere, duca di Urbino. La genealogia gonzaghesca stesa da Pompeo Litta non elenca, tra i figli naturali di Rodolfo Gonzaga, il nome di Caterina. Potrebbe dunque trattarsi di Domitilla (Domicilla), nome col quale entrò, assieme alla sorella Angelica, nel monastero dell'Annunziata nel borgo di San Giorgio di Mantova, dopo la morte del marito.

## Ritratto
Caterina Gonzaga di Montevecchio potrebbe essere stata rappresentata da Raffaello Sanzio nella sua opera Dama col liocorno. Il liocorno, e precedentemente il piccolo cane tenuto in braccio, avrebbero rappresentato la purezza e la fedeltà coniugale nei confronti del marito Ottaviano. Dopo la morte di questi e l'ingresso in convento, il quadro sarebbe stato ritoccato per attribuire all'effigiata le fattezze di Santa Caterina d'Alessandria, con evidente allusione al suo nome proprio.

## Ascendenza
|                                                                       |   |                                             | Genitori                                     |  |  | Nonni |  |  | Bisnonni                                   |  |  | Trisnonni                               |  |
|                                                                       |   |                                             |                                              |  |  |       |  |  | Gianfrancesco Gonzaga, marchese di Mantova |  |  | Francesco I Gonzaga, signore di Mantova |  |
|                                                                       |   |                                             |                                              |  |  |       |  |  | Gianfrancesco Gonzaga, marchese di Mantova |  |  | Francesco I Gonzaga, signore di Mantova |  |
|                                                                       |   | Margherita Malatesta                        |                                              |  |  |       |  |  | Gianfrancesco Gonzaga, marchese di Mantova |  |  |                                         |  |
| Ludovico III Gonzaga, marchese di Mantova                             |   |                                             |                                              |  |  |       |  |  | Gianfrancesco Gonzaga, marchese di Mantova |  |  |                                         |  |
|                                                                       |   | Paola Malatesta                             | Malatesta IV Malatesta, signore di Pesaro    |  |  |       |  |  |                                            |  |  |                                         |  |
|                                                                       |   | Paola Malatesta                             | Malatesta IV Malatesta, signore di Pesaro    |  |  |       |  |  |                                            |  |  |                                         |  |
|                                                                       |   | Paola Malatesta                             | Elisabetta da Varano                         |  |  |       |  |  |                                            |  |  |                                         |  |
| Rodolfo Gonzaga, marchese di Castel Goffredo, Castiglione e Solferino |   | Paola Malatesta                             |                                              |  |  |       |  |  |                                            |  |  |                                         |  |
|                                                                       |   | Giovanni, margravio di Brandeburgo-Kulmbach | Federico I, principe elettore di Brandeburgo |  |  |       |  |  |                                            |  |  |                                         |  |
|                                                                       |   | Giovanni, margravio di Brandeburgo-Kulmbach | Federico I, principe elettore di Brandeburgo |  |  |       |  |  |                                            |  |  |                                         |  |
|                                                                       |   | Giovanni, margravio di Brandeburgo-Kulmbach | Elisabetta di Baviera-Landshut               |  |  |       |  |  |                                            |  |  |                                         |  |
| Barbara di Brandeburgo-Kulmbach                                       |   | Giovanni, margravio di Brandeburgo-Kulmbach |                                              |  |  |       |  |  |                                            |  |  |                                         |  |
|                                                                       |   | Barbara di Sassonia-Wittenberg              | Rodolfo III, principe elettore di Sassonia   |  |  |       |  |  |                                            |  |  |                                         |  |
|                                                                       |   | Barbara di Sassonia-Wittenberg              | Rodolfo III, principe elettore di Sassonia   |  |  |       |  |  |                                            |  |  |                                         |  |
|                                                                       |   | Barbara di Sassonia-Wittenberg              | Barbara di Legnica                           |  |  |       |  |  |                                            |  |  |                                         |  |
| Caterina Gonzaga di Montevecchio                                      |   | Barbara di Sassonia-Wittenberg              |                                              |  |  |       |  |  |                                            |  |  |                                         |  |
|                                                                       | … | …                                           |                                              |  |  |       |  |  |                                            |  |  |                                         |  |
|                                                                       | … | …                                           |                                              |  |  |       |  |  |                                            |  |  |                                         |  |
|                                                                       | … | …                                           |                                              |  |  |       |  |  |                                            |  |  |                                         |  |
| …                                                                     | … |                                             |                                              |  |  |       |  |  |                                            |  |  |                                         |  |
|                                                                       |   | …                                           | …                                            |  |  |       |  |  |                                            |  |  |                                         |  |
|                                                                       |   | …                                           | …                                            |  |  |       |  |  |                                            |  |  |                                         |  |
|                                                                       |   | …                                           | …                                            |  |  |       |  |  |                                            |  |  |                                         |  |
| …                                                                     |   | …                                           |                                              |  |  |       |  |  |                                            |  |  |                                         |  |
|                                                                       |   | …                                           | …                                            |  |  |       |  |  |                                            |  |  |                                         |  |
|                                                                       |   | …                                           | …                                            |  |  |       |  |  |                                            |  |  |                                         |  |
|                                                                       |   | …                                           | …                                            |  |  |       |  |  |                                            |  |  |                                         |  |
| …                                                                     |   | …                                           |                                              |  |  |       |  |  |                                            |  |  |                                         |  |
|                                                                       |   | …                                           | …                                            |  |  |       |  |  |                                            |  |  |                                         |  |
|                                                                       |   | …                                           | …                                            |  |  |       |  |  |                                            |  |  |                                         |  |
|                                                                       |   | …                                           | …                                            |  |  |       |  |  |                                            |  |  |                                         |  |
|                                                                       |   | …                                           |                                              |  |  |       |  |  |                                            |  |  |                                         |  |